# Imeni Poliny Osipenko (huyện)
Huyện Imeni Poliny Osipenko (tiếng Nga: ? райо́н) là một huyện hành chính tự quản (raion), của Vùng Khabarovsk, Nga. Huyện có diện tích 34553 kilômét vuông, dân số thời điểm ngày 1 tháng 1 năm 2000 là 7700 người. Trung tâm của huyện đóng ở Poliny Osipenko.